# Équipe de Macédoine du Nord féminine de football
Cet article traite de l'équipe féminine de football. Pour l'équipe masculine, voir Équipe de Macédoine du Nord de football.
Pour les articles homonymes, voir Équipe de Macédoine du Nord.
Maillots
L'équipe de Macédoine du Nord féminine de football est constituée par une sélection des meilleures joueuses macédoniennes sous l'égide de la Fédération de Macédoine du Nord de football.

## Classement FIFA
| Année              | 2005 | 2006 | 2007 | 2008 | 2009 | 2010 | 2011 | 2012 | 2013 | 2014 | 2015 | 2016 | 2017 | 2018 | 2019 | 2020 | 2021 | 2022 | 2023 |
| ------------------ | ---- | ---- | ---- | ---- | ---- | ---- | ---- | ---- | ---- | ---- | ---- | ---- | ---- | ---- | ---- | ---- | ---- | ---- | ---- |
| Classement mondial | 119  | 124  | 115  | 107  | 90   | 119  | 120  | 110  | 98   | 111  | 118  | 109  | 95   | 121  | 125  | 117  | 131  | 131  | 135  |

## Palmarès

### Parcours enCoupe du monde
- 1991 : équipe inexistante
- 1995 : équipe inexistante
- 1999 : équipe inexistante
- 2003 : équipe inexistante
- 2007 : non qualifiée
- 2011 : non qualifiée
- 2015 : non qualifiée
- 2019 : non qualifiée
- 2023 : non qualifiée
- 2027 : À venir

### Parcours enChampionnat d'Europe
- 1984 : équipe inexistante
- 1987 : équipe inexistante
- 1989 : équipe inexistante
- 1991 : équipe inexistante
- 1993 : équipe inexistante
- 1995 : équipe inexistante
- 1997 : équipe inexistante
- 2001 : équipe inexistante
- 2005 : équipe inexistante
- 2009 : non qualifiée
- 2013 : non qualifiée
- 2017 : non qualifiée
- 2022 : non qualifiée
- 2025 : non qualifiée

### Parcours auxJeux olympiques d'été
- 1996 : équipe inexistante
- 2000 : équipe inexistante
- 2004 : équipe inexistante
- 2008 : non qualifiée
- 2012 : non qualifiée
- 2016 : non qualifiée
- 2021 : non qualifiée
- 2024 : non qualifiée
- 2028 : non qualifiée
- 2032 : À venir